# ليز فريدمان
ليز فريدمان (بالإنجليزية: Liz Friedman)‏ هي منتجة تلفزيونية وكاتبة سيناريو أمريكية، ولدت في القرن العشرين.

## وصلات خارجية
- ليز فريدمان على موقع IMDb (الإنجليزية)
- ليز فريدمان على موقع قاعدة بيانات الفيلم (الإنجليزية)